# Profas
Profasen är den inledande fasen i en cells delningsprocess (celldelningen) både i meiosen och mitosen. Profasen efterföljer interfasen. Under profasen packas (de i interfasen fördubblade) kromatintrådarna tätt ihop och syns till och med i ljusmikroskop. Under profasen upplöses kärnmembranet. Här börjar också centriolerna flytta sig mot cellens poler. Under denna fas, dock endast i första meiosen, lägger sig de homologa kromosomerna tätt intill varandra och ett moment som kallas överkorsning uppkommer. Detta moment innebär att delar av moderns och faderns kromosomer blandas. Detta ökar den biologiska mångfalden inom en population. 
Fasen som påföljer profasen heter metafas.